# Бабайкове
Ба́байкове — село в Україні, у Карлівській міській громаді Полтавського району Полтавської області. Населення становить 154 осіб. До 2020 орган місцевого самоврядування — Лип'янська сільська рада.

## Географія
Село Бабайкове знаходиться на витоку річк Суха Лип'янка, нижче за течією село Абрамівка. На відстані 1 кілометр село Лип'янка, за 2 кілометри — Розумівка. На річці штучним способом утворено кілька ставків.

## Історія
З 1917 — у складі УНР. З 1921 — стабільний комуністичний режим.
Село постраждало внаслідок геноциду українського народу, проведеного урядом СССР 1932—1933 та 1946—1947.
| Жителька села Бабайкове Марія Миколаївна, яка живе на території Лип’янської сільської ради, на запитання: «Які, на вашу думку, були причини голоду: неврожай, посуха, податки, чи забирала врожай влада?» - без вагань відповіла, що винна в усьому влада. Завдяки їй в країні був голод. Заходили якісь чоловіки і забирали все, ще й погрожували, щоб віддали, бо все одно знайдемо. Люди нічого не могли вдіяти проти цього, нікому було поскаржитись. Сиділи у куточках і просилися, щоб нічого не брали, але хто їх слухав. «Лазили» і на горищах, і в сараях. Всі крихти забирали. «В нашому селі були комори з зерном, вкриті залізом, то ті, що їх охороняли, голоду не знали, але з іншими не ділилися. До колгоспу людей змушували йти. Забирали сіялки, борони, плуги, віялки, тому жителям нічого не залишалося, як іти в колгосп працювати. Про людоїдство чула, але в нашому селі такого не було. Пам’ятаю, була така сім’я Кирсів, то вони ловили та їли гав – все одно померли всі. Багато людей пухло з голоду. Коли з’явилося листя і бур’яни, то їли їх. ...Померлих ніхто не записував, не рахував. Ховали їх на кладовищі. Всіх, хто помер – в одну яму. Викопували збоку старої ями нову, ложили померлих в цей день і закопували. На тому місці зараз ростуть дерева»... |
1941 сталіністів вигнали із села. 1943 вони повернулися. 1946 організували новий голодомор.
1991 мешканці села проголосували за відновлення державної самостійності України.
12 червня 2020 року, відповідно до розпорядження Кабінету Міністрів України № 721-р «Про визначення адміністративних центрів та затвердження територій територіальних громад Полтавської області», село увійшло до складу Карлівської міської громади.
19 липня 2020 року, в результаті адміністративно - територіальної реформи та ліквідації Карлівського району, село увійшло до складу новоутвореного Полтавського району Полтавської області.